# Rizhoma Hotel
Rizhoma Hotel es un unitario argentino de drama y misterio, emitida por Telefe y Cablevisión. La serie gira en torno a varias historias de distintas personas sucedidas en las habitaciones de un hotel, las cuales tendrán una relación entre sí. Está dirigida por Jesús Braceras, producida por Kuarzo Entertainment Argentina, con Marcelo Camaño y Marisa Quiroga como guionistas y un elenco rotativo para representar cada una de las historias. Fue estrenada el 6 de julio de 2018 y está compuesta de 21 episodios.

## Sinopsis
La serie sigue las dramáticas historias que se desenvuelven en una habitación del hotel, cuyo nombre es Rizhoma. Cada una de estas historias contará con su problemática y estarán conectadas con las que suceden después.

## Elenco y personajes
- Gimena Accardi como Florencia «Flor» Balaguer (Episodio 1)
- Benjamín Rojas como Lalo (Episodio 1; Episodio 8)
- Brenda Gandini como Tania (Episodio 2; Episodio 16)
- Nicolás Vázquez como Billy (Episodio 2)
- Florencia Raggi como Laura (Episodio 3; Episodio 4; Episodio 16)
- Antonio Birabent como Germán (Episodios 3; Episodio 4; Episodio 16)
- Juan Sorini como Julián (Episodios 3; Episodio 4)
- Violeta Urtizberea como Rosario (Episodio 5; Episodio 10)
- Michel Noher como Sandro (Episodio 5)
- Ludovico Di Santo como Nicolás (Episodio 5; Episodio 10; Episodio 14; Episodio 15)
- María Leal como Marta (Episodio 6)
- Jorge D'Elía como Norberto (Episodio 6)
- Esteban Perez como Ivana (Episodio 6)
- Matías Mayer como Pablo (Episodio 7; Episodio 11)
- Carla Quevedo como Macarena (Episodio 7)
- Agustín Sierra como Cristian (Episodio 7)
- Juan Manuel Guilera como Germán (Episodio 8; Episodio 21)
- Luis Machín como Alfredo Valdés (Episodio 9; Episodio 12)
- Martina Gusmán como Patricia (Episodio 9)
- Sofía Gala como Ana (Episodio 11; Episodio 19)
- Jorge Marrale como Raúl (Episodio 11; Episodio 14)
- Andrea Frigerio como Valeria (Episodio 12)
- Laura Laprida como Julia (Episodio 13)
- Benjamín Alfonso como Franco Valdés (Episodio 13)
- Virginia Innocenti como Enfermera (Episodio 14)
- Juan Gil Navarro como Maximiliano (Episodio 15)
- Eugenia Tobal como Maggie (Episodio 17)
- Nicolás Pauls como Guillermo (Episodio 17)
- María Fernanda Callejón como Isabel (Episodio 18; Episodio 20)
- Sergio "Maravilla" Martínez como Lorenzo (Episodio 18)
- Mónica Cabrera como una Fan (Episodio 18)
- Paula Marull como Inés (Episodio 18)
- María Marull como la hermana melliza de Inés (Episodio 18)
- Osvaldo Santoro como Toribio (Episodio 19)
- Fabián Mazzei como Ministro de Seguridad (Episodio 19)
- Diego Ramos como Aníbal Fleierman (Episodio 20)
- Gabriela Sari como Guillermina (Episodio 20)
- Felipe Colombo como Peter  (Episodio 21)
- Adrián Navarro como «Tumba» (Episodio 21)

## Episodios
| N.º (serie) | Título                          | Director       | Guionista(s)                    | Emisión original         | Audiencia (en millones) |
| --- | ------------------------------- | -------------- | ------------------------------- | ------------------------ | ----------------------- |
| 1 | «Te gusta»                      | Jesús Braceras | Marisa Quiroga & Marcelo Camaño | 6 de julio de 2018       | 13.4                    |
| Lalo, un futbolista que se aloja en una habitación del Rizhoma Hotel, se reúne con Flor, la mujer de su representante. Lalo, excitado, se propasa con ella tocándola y manoseándola. Flor logra huir. Tres meses después, los dos se reúnen de nuevo. Lalo le dice que está arrepentido y le dice que entre a su habitación, pero ella se niega. Flor solo accedió a venir para entregarle un sobre. Lalo la convence de entrar con la intención de violarla. Después de hacerlo, la mujer que limpia toca la puerta, Lalo le dice que vuelva más tarde. La mujer hace caso omiso e intenta abrir la puerta. Al hacerlo, la policía entra y arresta a Lalo. Previamente Flor le había dicho a la recepcionista que si no regresaba en 10 minutos que llamase a la policía. Flor, aliviada, llora desconsoladamente en los brazos de la recepcionista. |                                 |                |                                 |                          |                         |
| 2 | «Reencuentro»                   | Jesús Braceras | Marisa Quiroga & Marcelo Camaño | 13 de julio de 2018      | 11.1                    |
| Tania, especialista en estafar turistas sin dejar rastro, se reencuentra con un extranjero. Ella lo va a seducir, él entrará en un juego muy peligroso. |                                 |                |                                 |                          |                         |
| 3 | «Fantasía»                      | Jesús Braceras | Marisa Quiroga & Marcelo Camaño | 20 de julio de 2018      | 7.2                     |
| Germán y Laura son un matrimonio que llega del interior. Durante su estadía en el hotel, la pareja decide mirar una película pornográfica. A consecuencia de ello, Germán le propone a Laura la idea de incluir a un tercero para mantener relaciones sexuales. Tras debatir sobre la propuesta deciden contactar a Julián, quien trabaja como scort y llega al hotel, donde comienza a relacionarse sexualmente con Laura mientras Germán los observa. |                                 |                |                                 |                          |                         |
| 4 | «Fantasía 2»                    | Jesús Braceras | Marisa Quiroga & Marcelo Camaño | 27 de julio de 2018      | 9.4                     |
| Al día siguiente Germán comienza a comportarse de forma extraña, cuestionándole a Laura su amor por él luego de haberla visto gozar con Julián. Sin embargo, en esa noche una vez finalizado el encuentro sexual, Laura decide ir a tomarse un baño. Por lo tanto, Julián le propone indirectamente a Germán intimar con él, con lo cual Germán lo queda mirando y evaluando la propuesta. |                                 |                |                                 |                          |                         |
| 5 | «Un hijo como sea»              | Jesús Braceras | Marisa Quiroga & Marcelo Camaño | 3 de agosto de 2018      | 6.9                     |
| Rosario, una reconocida presentadora de noticiero nacional, se encuentra en el hotel con Sandro, quien es diseñador y el responsable de confeccionar su vestido para su renovación de votos, pero además, es su amante. Luego de haber tenido relaciones sexuales, Sandro, mediante una conflictiva charla con Rosario descubre que ella le estuvo mintiendo durante todo este tiempo, desvelando que el hijo que tuvo ella con su esposo Nicolás en realidad es hijo suyo, ya que Nicolás es estéril. Sandro se siente utilizado por Rosario y le expresa su deseo de asumir el compromiso de estar presente en la vida de su hijo. |                                 |                |                                 |                          |                         |
| 6 | «El último beso»                | Jesús Braceras | Marisa Quiroga & Marcelo Camaño | 10 de agosto de 2018     | —                       |
| Norberto es un dirigente de fútbol que se encuentra en el hotel con Ivana, su amante travesti. Luego de ello, inesperadamente Norberto sufre un infarto que termina con su vida. Ivana, asustada, decide llamar a Marta, la esposa de Norberto, quien se encuentra desconcertada al ver la situación. A pesar de ello, juntas llegan al acuerdo de que Ivana debe irse del hotel, pero vestida de hombre, para que nadie sospeche lo que sucedió, ya que ello puede desencadenar un escándalo mediático. Finalmente, es Marta la que asume la responsabilidad de trasladar el cuerpo. |                                 |                |                                 |                          |                         |
| 7 | «Tesoro»                        | Jesús Braceras | Marisa Quiroga & Marcelo Camaño | 17 de agosto de 2018     | —                       |
| Macarena, una encargada de limpieza y Pablo, un electricista del hotel, encuentran una valiosa fortuna escondida detrás de un espejo. Ambos toman la decisión de dividírselo en partes iguales. Ante esto, Macarena llama por celular a su novio Cristian para contarle lo sucedido. Éste, impaciente por ver lo que habían encontrado, decide ir al hotel. Sin embargo, Pablo, con una herramienta en su mano, toma una actitud paranoica ante la llegada de Cristian, lo que los lleva a un forcejeo. Macarena intenta separarlos, pero Pablo termina golpeándola en la cabeza con la herramienta, con lo cual Macarena termina muerta en el suelo. Tanto Pablo como Cristian deciden huir de la escena, la cual más tarde es inspeccionada por la policía.                                                                                         |                                 |                |                                 |                          |                         |
| 8 | «Marca personal»                | Jesús Braceras | Marisa Quiroga & Marcelo Camaño | 24 de agosto de 2018     | 7.0                     |
| Lalo y Germán son dos futbolistas que juegan en el mismo equipo. Lalo tiene una trayectoria con altibajos, Germán es una estrella en ascenso que ya tranzó con los barrabravas para no tener problemas. Para que Lalo arregle también, lo extorsiona con una cámara oculta. |                                 |                |                                 |                          |                         |
| 9 | «La amante del Presidente»      | Jesús Braceras | Marisa Quiroga & Marcelo Camaño | 31 de agosto de 2018     | 7.5                     |
| Alfredo es el presidente de la Nación, y durante su estadía en el hotel con Patricia, su amante, se entera de que ella está embaraza de él, por lo cual, finge sentir felicidad por la gran noticia, ya que puede arruinar su reputación política y familiar. Por ello, Alfredo dará la orden a sus socios de asesinar a Patricia para que el secreto no salga a la luz y perjudique su carrera. |                                 |                |                                 |                          |                         |
| 10 | «Mentiras»                      | Jesús Braceras | Marisa Quiroga & Marcelo Camaño | 7 de septiembre de 2018  | 6.1                     |
| Rosario se prepara para un desfile de modas de Sandro, un diseñador con el que mantuvo relaciones sexuales por años, resultando en un hijo de 7 años, el cual Rosario hizo pasar por hijo de su esposo Nicolás, quien ya conoce de su esterilidad, cuestiona a Rosario sobre su actual embarazo, descubriendo en realidad que Rosario está embarazada de Sandro. Y que su hijo de 7 años, tampoco es su hijo. |                                 |                |                                 |                          |                         |
| 11 | «Piel de ángel»                 | Jesús Braceras | Marisa Quiroga & Marcelo Camaño | 14 de septiembre de 2018 | —                       |
| Ana es la hija de un narcotraficante, que se encuentra encerrada en la suite del hotel para no enfrentar las consecuencias de un vídeo viral, en el cual se filmó estando ebria. Ante esto, aparecerá Pablo, el electricista del hotel para poder rescatarla. |                                 |                |                                 |                          |                         |
| 12 | «Secretos del Presidente»       | Jesús Braceras | Marisa Quiroga & Marcelo Camaño | 21 de septiembre de 2018 | —                       |
| 13 | «Talion»                        | Jesús Braceras | Marisa Quiroga & Marcelo Camaño | 28 de septiembre de 2018 | —                       |
| 14 | «Resucito»                      | Jesús Braceras | Marisa Quiroga & Marcelo Camaño | 5 de octubre de 2018     | —                       |
| 15 | «Póker»                         | Jesús Braceras | Marisa Quiroga & Marcelo Camaño | 12 de octubre de 2018    | —                       |
| 16 | «Enigmático»                    | Jesús Braceras | Marisa Quiroga & Marcelo Camaño | 19 de octubre de 2018    | —                       |
| 17 | «Digan whisky»                  | Jesús Braceras | Marisa Quiroga & Marcelo Camaño | 26 de octubre de 2018    | —                       |
| 18 | «El hombre peluche / La sombra» | Jesús Braceras | Marisa Quiroga & Marcelo Camaño | 2 de noviembre de 2018   | —                       |
| 19 | «La oferta»                     | Jesús Braceras | Marisa Quiroga & Marcelo Camaño | 9 de noviembre de 2018   | —                       |
| 20 | «Cirujano particular»           | Jesús Braceras | Marisa Quiroga & Marcelo Camaño | 16 de noviembre de 2018  | —                       |
| 21 | «Pasión de hombres»             | Jesús Braceras | Marisa Quiroga & Marcelo Camaño | 23 de noviembre de 2018  | —                       |